# Fraile (náutica)

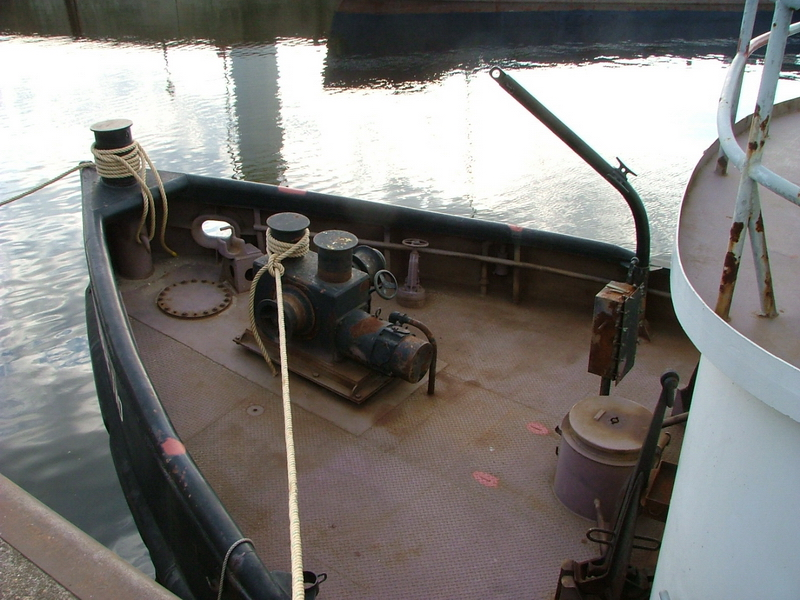
Fraile de proa.

Se llama fraile a la bita redonda fuertemente arraigada a la estructura de la proa de un buque remolcador, donde hacer firme un cabo de remolque.
Los remolcadores convencionales tienen un gancho de remolque en popa para remolcar por tiro y un fraile en proa para tirar dando máquina atrás.